# ABSYNTH
ABSYNTH（アブシンス）は、Brian Clevinger（英語: Brian Clevinger）と独ネイティヴ インストゥルメンツ社が開発した、セミモジュラー式のソフトウェアシンセサイザーである。独自のインターフェースを持ち、複雑で柔軟な音響処理を効率的に行えることと、既存のシンセサイザーのエミュレーションではなく、独自のサウンドを追及することを目的として設計されている。

## 概要
基本構造として、3系統、各3モジュールの音声合成チャンネルと、3モジュールのエフェクトセクションからなり、あらかじめ用意されたモジュールを組み合わせてサウンドを生成していく。モジュールには、7種のウェーブジェネレーター、外部オーディオ入力、14種類のフィルター、モジュレーター、ウェーブシェイパー、フリーケンシーシフター、5種のエフェクターが存在する。

## 特徴
オシレーターの代わりにリアルタイムに入力された音声信号に各種音響処理を施し、ABSYNTH自体をエフェクター的に使用することも可能となっている。事前に1800程のプリセットが用意されているが、複数のプリセットの特徴を組み合わせ、時には部分的にランダムな要素を取り入れることで新たなサウンドを生成することができる、Mutatorという機能を搭載している。サラウンドに対応し、立体的な音声処理が可能。

## 歴史
- 1997年、開発者であるBrian Clevingerは、コンピューターを使用したリアルタイムオーディオ処理の可能性を認識し、のちにABSYNTHとなる新しい楽器の開発に着手する。
- 2000年、Macintosh用のスタンドアローンシンセサイザーとして、Rhizomatic SoftwareからABSYNTHをリリース。
- 2001年、ネイティヴ インストゥルメンツ社とパートナーシップを組み、改めてネイティヴ インストゥルメンツブランドのソフトウェアとしてABSYNTHをリリース。Macintosh、Windowsへの両対応、スタンドアローンアプリケーションで作成したサウンドを、MAS、VST、DX形式のプラグインから呼び出し、演奏可能となる。
- 2003年、ABSYNTH 2をリリース。新たに4極および8極ローパスフィルタ、2、4および8極オールパスフィルタの搭載、RTAS、Audio Units形式のプラグインへ対応、他
- 2005年、ABSYNTH 3をリリース。GUIの再設計、スタンドアローンアプリケーションとプラグインの完全統合、プラグイン上でも音色エディットが可能となる。
- 2006年、ABSYNTH 4をリリース。GUIの再設計、プリセットブラウザの大幅な改善、16個のアサイン可能なマクロコントロール、新しいオシレーターモジュールとウェーブモーフィングモジュール、他。
- 2009年、ABSYNTH 5をリリース。新たにサウンドミューテーションテクノロジー、Supercomb Filter、Aetherizerの搭載、AAX形式のプラグインへ対応、他。
- 2022年、KOMPLETE14からABSYNTHが含まれなくなり、2021年2月10日にリリースされたVersion 5.3.4を最後にディスコンとなった。

これによりAppleシリコンへの対応は絶望的となった。
2022年10月現在、intelMac環境でのmacOS 12 Monterey、及び、x86プロセッサ環境でのWindows 11への対応は最終バージョンでの対応が発表されている。
- 2022年09月08日、ABSYNTHの開発者である、Brian ClevingerはYouTubeに動画を投稿し、自身が運営するRhizomaticSoftwareSynthesisで開発するソフトウェアインストゥルメントで、その機能を生かした製品の開発を行うことに言及している。また、RhizomaticSoftwareSynthesisのTwitterアカウントでも、同様の内容がつぶやかれた。